# Dipsacus
|  | Per a altres significats, vegeu «Dipsacus (desambiguació)». |

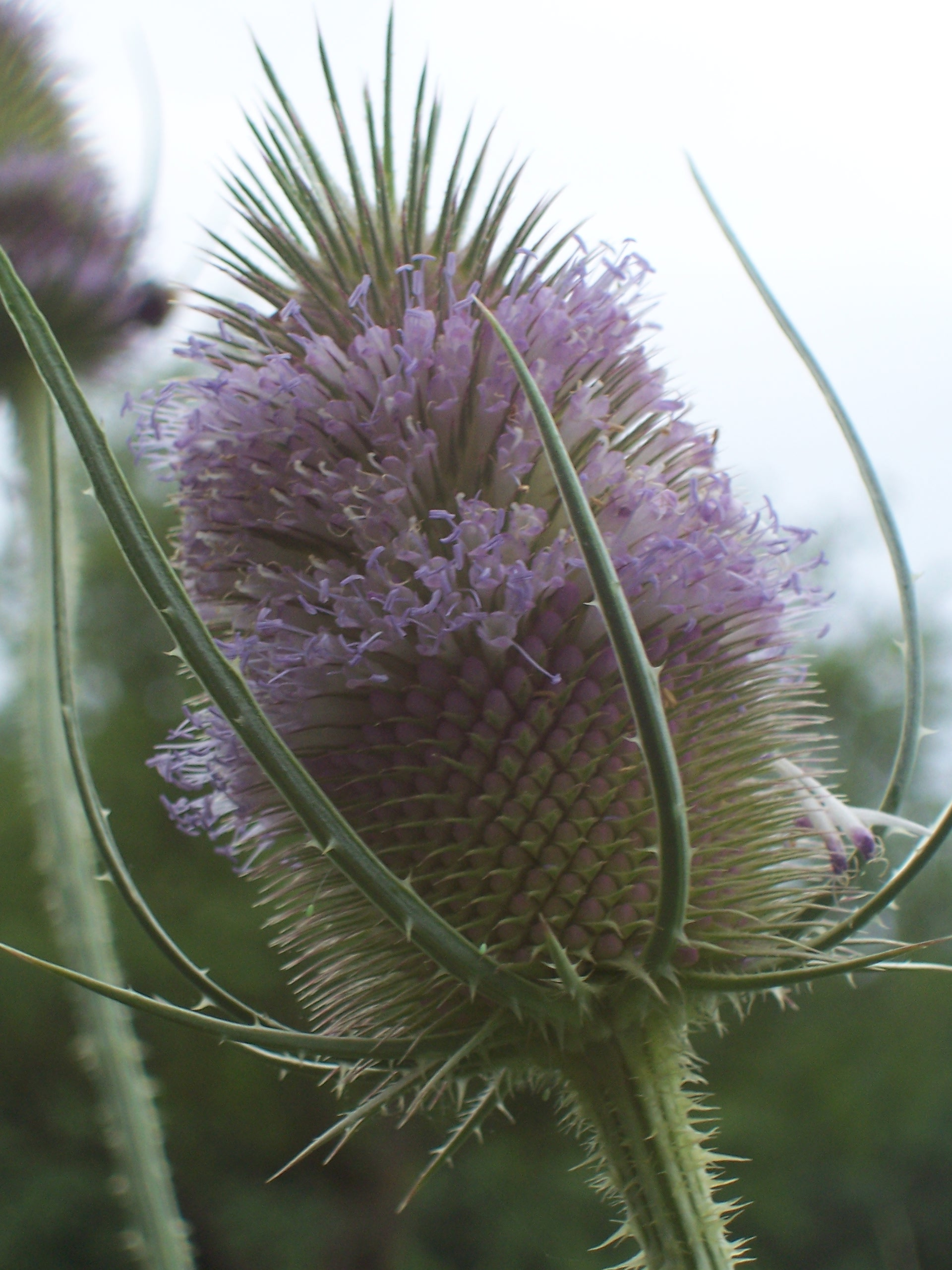
Dipsacus fullonum, inflorescència

Dipsacus és un gènere de plantes angiospermes de la família de les caprifoliàcies (Caprifoliaceae).

## Particularitats
Dipsacus és un gènere originari d'Euràsia i Àfrica del Nord.
Són plantes bianuals o rarament anuals de fins a 2,5 metres d'alt. Tota la planta és espinosa i la floració és en un capítol de fins a 10 cm de llarg amb bràctees espinoses, que antigament s'havia conreat i fet servir per cardar la llana. Les llavors són aquenis de 4 a 6 mm.

## Planta protocarnívora
Algunes fulles no tenen peciol i formen una cavitat on s'acumula l'aigua de pluja i s'ofeguen els insectes. Alguns botànics consideren que això és l'inici evolutiu d'un dels mecanismes de les plantes carnívores i consideren les espècies del gènere Dipsacus com a protocarnívores.

## Taxonomia
Aquest gènere va ser publicat per primer cop l'any 1753 a l'obra Species Plantarum de Carl von Linné (1707-1778).

### Espècies
Dins del gènere Dipsacus es reconeixen les 21 espècies següents:
- Dipsacus asper Wall. ex DC.
- Dipsacus atratus Hook.f. & Thomson ex C.B.Clarke
- Dipsacus atropurpureus C.Y.Cheng & Z.T.Yin
- Dipsacus azureus Schrenk ex Fisch. & C.A.Mey.
- Dipsacus cephalarioides V.A.Matthews & Kupicha
- Dipsacus chinensis Batalin
- Dipsacus comosus Hoffmanns. & Link
- Dipsacus ferox Loisel.
- Dipsacus fullonum L.
- Dipsacus gmelinii M.Bieb.
- Dipsacus inermis Wall.
- Dipsacus japonicus Miq.
- Dipsacus laciniatus L.
- Dipsacus leschenaultii Coult. ex DC.
- Dipsacus narcisseanus Lawalrée
- Dipsacus pilosus L.
- Dipsacus pinnatifidus Steud. ex A.Rich.
- Dipsacus sativus (L.) Honck.
- Dipsacus strigosus Willd. ex Roem. & Schult.
- Dipsacus valsecchii Camarda
- Dipsacus walkeri Arn.